# Legnava

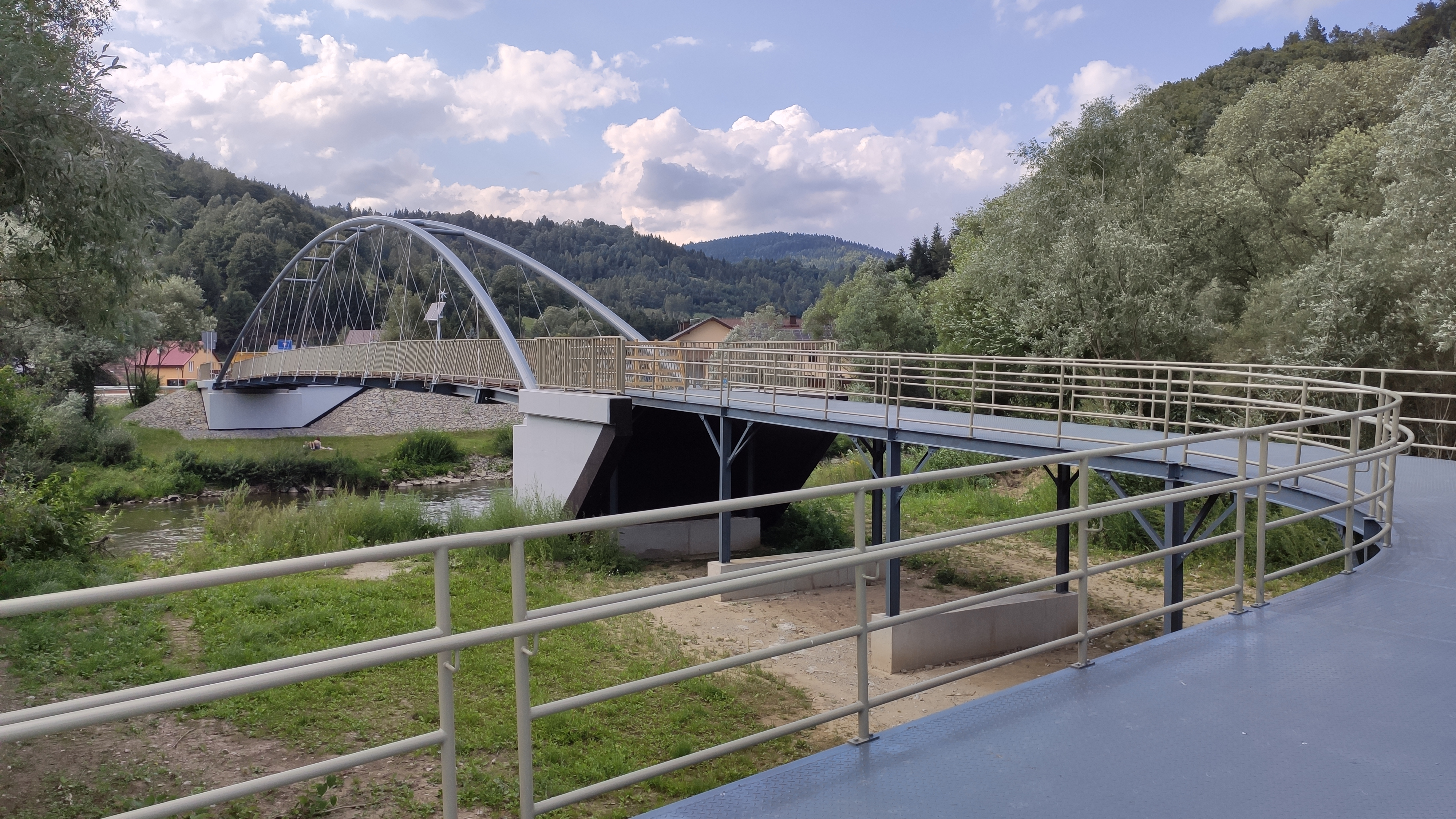
Cyklomost nad hraniční řekou Poprad do jihopolské vesnice Milik, spřístupněn v roce 2020

Legnava je obec na Slovensku v okrese Stará Ľubovňa v Prešovském kraji na polských hranicích. Žije zde 94 obyvatel.
První písemná zmínka o obci pochází z roku 1427. V obci je řeckokatolický chrám svatého Jana Křtitele z 19. století.